# Panzerkampfwagen III
De Panzerkampfwagen III (PzKpfw. III), ook wel aangeduid als Panzer III, was een tank die in de jaren dertig van de twintigste eeuw door Duitsland ontwikkeld was en in de Tweede Wereldoorlog werd ingezet. De PzKpfw. III was ontworpen om andere pantservoertuigen uit te schakelen terwijl de ondersteunende Panzerkampfwagen IV vooral niet gepantserde doelen moest uitschakelen. De koepelring van de PzKpfw. III was niet in staat de steeds zwaardere kanonnen te herbergen die nodig waren om nieuwe tanktypen te bestrijden. Uiteindelijk werd de PzKpfw. III door de grotere PzKpfw. IV vervangen als hoofdgevechtstank. De PzKpfw. III werd hierna nog wel aan enkele bondgenoten geleverd terwijl het onderstel werd gebruikt voor het succesvolle Sturmgeschütz III.

## Ontwikkeling

### Eerste ontwerpen
In de periode van de Weimarrepubliek was het Duitsland door het Verdrag van Versailles verboden tanks te bezitten. In het geheim werd daarom toenadering gezocht tot de Sovjet-Unie en bij Kazan werd een clandestien onderzoekscentrum opgericht voor de tankontwikkeling. De ontwerpen die daarbij beproefd werden, bleken niet direct voor productie geschikt maar gaven wel een goed beeld van de specificaties waaraan toekomstige tanks moesten voldoen. De machtsovername door Adolf Hitler deed de verwachting groeien dat Duitsland weldra openlijk een pantsermacht zou vormen. De Inspektion der Kraftfahrttruppen onder luitenant-generaal Oswald Lutz stelde in 1933 voor het Heereswaffenamt, dat over de aanschaf van wapens besloot, de specificaties vast van een type dat veiligheidshalve nog de codenaam Zugführerwagen kreeg, alsof het een commandovoertuig voor pelotonscommandanten was. In feite ging het om een Sturmwagen, een voertuig om het front te doorbreken, dat als gepanzerte Infanterist de voorwaartse beweging moest handhaven. Voor het geval dat het daarbij een vijandelijke tank mocht tegenkomen, moest het bewapend zijn met een 37 mm antitankkanon. Veel van de ideeën van Lutz werden uitgewerkt door diens chef-staf luitenant-kolonel Heinz Guderian.

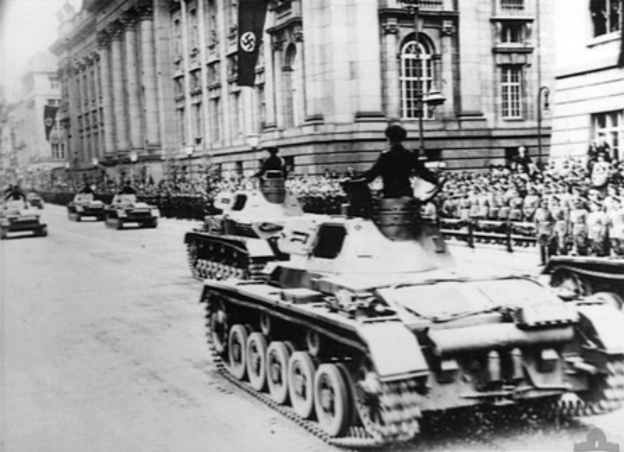
Een Ausführung A

Op 11 januari 1934 werd het plan van Lutz goedgekeurd door de Generale Staf. In februari werden de specificaties vastgesteld: een middelzware tank met een massa van vijftien ton en een maximumsnelheid van 35 km/h. In ieder geval moest het voertuig lichter blijven dan vierentwintig ton, waarboven de meeste bruggen het indertijd begaven en ook de limiet van het brugslagmaterieel van de genie. Voor de prototypen moesten MAN en Daimler-Benz ieder een maquette van een onderstel bouwen; Krupp en Rheinmetall ieder een maquette van een geschutstoren. Het onderstel van Daimler-Benz en de toren van Krupp werden gekozen voor productie. Het Krupponderstel MKA, met zes loopwielen per zijde, werd verworpen. Het project werd betiteld als het Versuchskraftfahrzeug 619 dat moest resulteren in een 3.7 cm Geschütz-Panzerwagen. Krupp leverde de eerste twee geschutstorens in augustus 1934. De geschutstoren was van een ruim ontwerp waardoor er ook plaats was voor een commandant naast een lader en schutter. De proefnemingen in Kazan hadden namelijk uitgewezen dat een geschutstoren met drie man de vuursnelheid, de waarneming van het slagveld en het vermogen adequaat op de tactische situatie te reageren aanzienlijk verbeterde. Het eerste chassis werd geleverd in augustus 1935. Het werd beproefd tot in 1936.

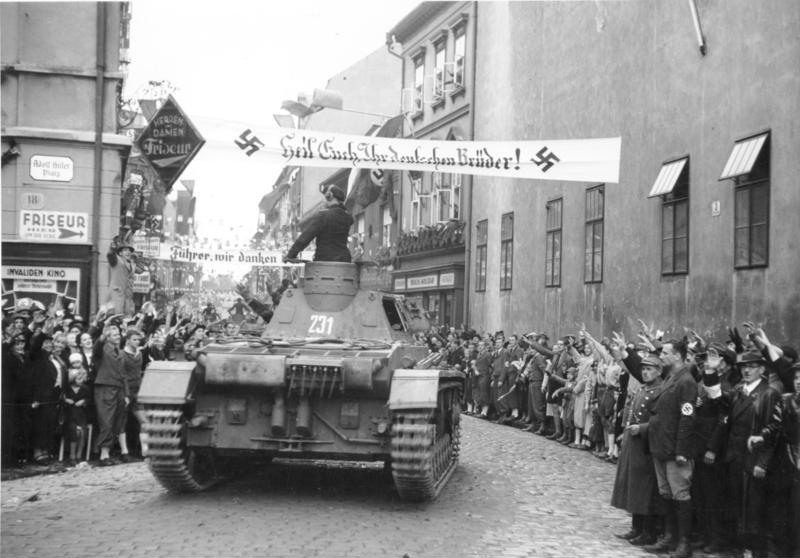
Een Pzkpfw. III Ausf. C rijdt het Sudetenland in

Ondertussen was besloten drie pantserdivisies op te richten. Voor de uitrusting daarvan was een reeks tanks voorzien, geordend op grootte. De 3.7 cm Geschütz-Panzerwagen moest de derde tank worden in die reeks, de Panzerkampfwagen III. De PzKpfw. III moest het grootste deel van deze Panzer-Divisionen uitmaken, in een antitankrol. De Panzerkampfwagen IV, de Überwachungswagen, was bestemd als mobiel geschut tegen kanonnen en bunkers ter ondersteuning van de PzKpfw. III. De Panzerkampfwagen I en II zouden lichte machinegeweertanks worden en ook als eerste geproduceerd worden, voor training en verkenning. De productie van de PzKpfw. III zou echter grote vertraging oplopen. In feite maakten zo tot diep in 1940 de PzKpfw. I en II de hoofdmassa van de tanks uit. Dat werd niet als een groot probleem gezien. Volgens de officiële doctrine van het leger was de hoofdtaak van een tank het vernietigen van vijandelijke machinegeweernesten en het overwinnen van prikkeldraadversperringen. Dat kon een lichte tank net zo goed. De Pzkpfw. III had zelf twee coaxiale machinegeweren in de geschutstoren voor een betere uitwerking tegen infanterie. Potentiële vijanden hadden midden jaren dertig maar een handjevol tanks die zo zwaar bepantserd waren dat een 37 mm kanon nodig was om ze te bestrijden. Wel werd de introductie van Franse 25 mm antitankkanonnen als zorgwekkend beschouwd. Voorlopig bood de PzKpfw. III echter ook in dat opzicht geen voordeel, want het type was niet beter beschermd dan de lichte tanks.
Pas in mei 1937 kon begonnen worden met de fabricage van een voorserie, de 1. Serie Zugführerwagen, gebouwd door de locomotieffabriek van Henschel. Deze codeserie aanduidingen bleven tot in 1942 gehandhaafd. Later werd dit de Panzerkampfwagen III Ausführung A genoemd. Het was het Sonder-Kraftfahrzeug 141, een nummer dat voor alle subtypen behouden zou blijven. Een tweede serie van vijf bracht het totaal daarvan in 1937 op tien. Het type had vijf loopwielen per zijde met springveren en een bepantsering van vijftien millimeter, voldoende om granaatscherven en kogels te stoppen. De massa bedroeg 15,4 ton. De wielophanging bleek te zwak. Het zou jaren duren voordat de problemen werden opgelost. Hetzelfde jaar werd een serie van vijftien voertuigen van een Ausführung B gebouwd. De vijf loopwielen waren vervangen door acht wielen met bladveren. Dat deed de snelheid toenemen naar veertig kilometer per uur. Drie in plaats van twee wielen ondersteunden het bovenste traject van de rupsband. Deze voertuigen waren alleen voor training bedoeld maar moesten uiteindelijk toch bij de gevechtstroepen worden ingedeeld. Tot in januari 1938 werden daarna vijftien stuks van de Ausführung C gefabriceerd, met langere bladveren in het midden, kortere aan de uiteinden en een nieuw type koppeling. De opvolger hiervan was de Ausführung D, waarvan tot juni 1938 er dertig geleverd werden. De voorste en achterste bladveerelementen waren wat schuiner gezet ter betere ondersteuning maar het type is het best van zijn voorganger te onderscheiden door een versterkte commandokoepel en een nieuw type aandrijfrad van de rupsband, met bredere naafdoppen. Er werd ook een nieuw type versnellingsbak gebruikt met zes in plaats van vijf versnellingen.

### De opmaat naar massaproductie

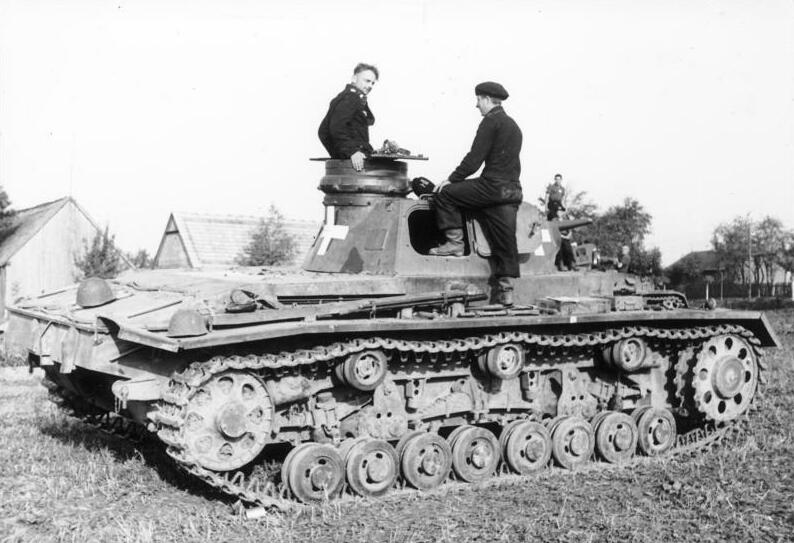
Een Ausführung D in Polen

In 1938 veranderde de politieke situatie. De internationale spanningen liepen op en Lutz liet Guderian bij Adolf Hitler lobbyen om meer geld te investeren in zwaardere tanktypen, nu er steeds meer zwaardere Franse tanks verschenen. De mechanische kinderziekten van de PzKpfw. III moesten overwonnen worden door de ophanging te vervangen door zes loopwielen met een dure maar betrouwbare en effectieve torsiestaafvering, zoals ontwikkeld door Porsche. Bij de toren werden de zijluiken dubbel in plaats van enkelvoudig. Om de rol van hoofdgevechtstank te kunnen vervullen werd de pantsering verdubbeld van vijftien naar dertig millimeter. Dat verhoogde de massa naar 19,5 ton. Daarvoor was weer een sterkere motor nodig van 300 in plaats van 250 pk. De nieuwe versnellingsbak, met tien voorwaartse en vier achterwaartse versnellingen, die daar bij hoorde leverde echter weer problemen op. De productie van deze Ausführung E beperkte zich daardoor tot zesennegentig stuks, tussen december 1938 en oktober 1939.

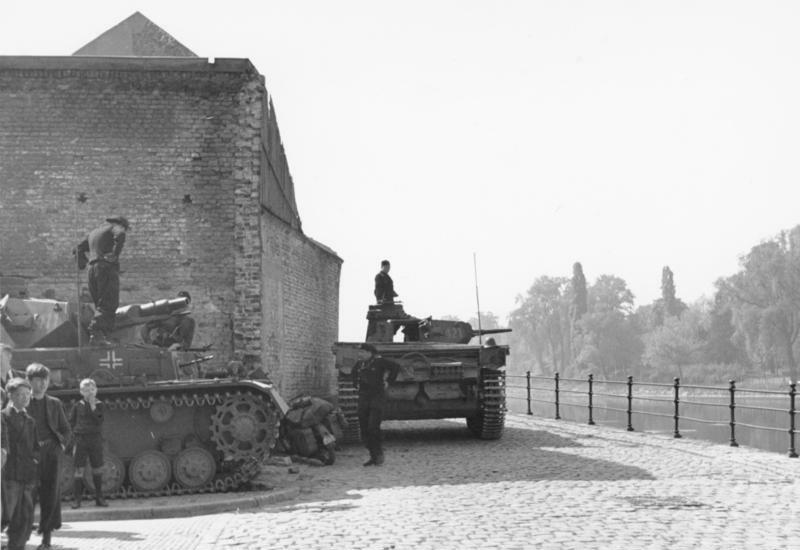
Een Ausf. E in Maastricht, rechts naast een PzKpfw. IV. Duidelijk te zien is hoe klein het 37 mm kanon oogde in verhouding tot het chassis als geheel

Al in 1933 had men overwogen in plaats van de 3,7 cm KwK 36 een 50 mm kanon te installeren. De driemanstoren was misschien breed genoeg om zo een krachtiger wapen te behuizen. Het Heereswaffenamt verwierp dit echter omdat het 37 mm kanon al door de infanterie gebruikt werd als standaardantitankgeschut. Het zou dus een stuk goedkoper zijn het ook in de tank te plaatsen. Daarbij kon die dan makkelijker met munitie bevoorraad worden. In 1933 was er ook geen enkel buitenlands tanktype in productie dat niet door een 37 mm kanon doorboord kon worden, ook de voorlopers van de Franse Char D1 niet. Als het echt nodig was, kon een krachtiger Lang 65 37 mm kanon ingezet worden. In ieder geval was nog onduidelijk wat de ruimte-eisen van een 50 mm kanon zouden zijn dus men besloot dat maar af te wachten. In 1938 waren er vele zwaar gepantserde Franse en Britse typen verschenen en er werd bevolen alsnog de ontwikkeling van een 5 cm Kampfwagenkanone te voltooien, aan te passen aan de rompbreedte van de PzKpfw. III.
In deze periode stelde het leger zeer ambitieuze uitbreidingsplannen op. Men hoopte in 1943 klaar te zijn voor een grote oorlog. Dat jaar moesten er tientallen pantserdivisies opgericht zijn die zouden beschikken over een oorlogsreserve van tienduizenden Panzerkampfwagen IIIs. De feitelijke sterkte vormde hiermee een pijnlijk contrast. Op 20 januari 1938 stonden er maar drieëntwintig Panzerkampfwagen IIIs op de inventarislijsten; eind maart was dat slechts opgelopen tot tweeënveertig. De Sudetencrisis was een teken dat de oorlog weleens veel vroeger kon uitbreken. Januari 1939 werden 1250 PzKpfw. III besteld uitgerust met een 37 mm-kanon, boven op de Ausf. E. Die order overtrof verre de werkelijke productiecapaciteit van de Duitse industrie. Toen de Duitse bezetting van Tsjecho-Slowakije zicht bood op de introductie van Panzerkampfwagen 38(t) werd de bestelling in mei 1939 teruggebracht tot 800. Daarnaast werden in januari nog eens 759 voertuigen besteld die uit te rusten waren met het nieuwe 50 mm kanon.

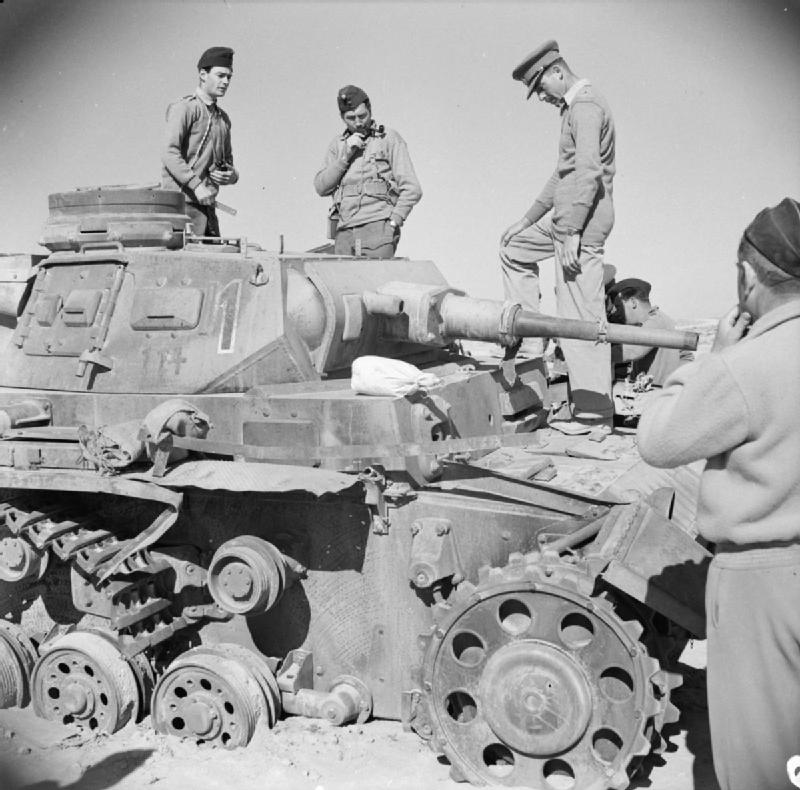
Een PzKpfw. Ausf. F met het oude type kijkspleet

Tegelijkertijd werd de rol die de tank moest spelen steeds ruimer gezien. Pantserdivisies waren dure elite-eenheden met een grote beweeglijkheid en vuurkracht. De generale staf, traditioneel sterk gericht op de waarde van gemotoriseerde infanterie, begon geleidelijk te beseffen dat pantsertroepen voor allerlei taken zeer nuttig konden zijn. In de doctrine werd nu aangegeven dat een legercommandant ze geacht werd in te zetten voor het afstoppen van een vijandelijke doorbraak, een grote tegenaanval, het omvatten van het vijandelijke front na een eigen doorbraak door infanterie, het afslaan van vijandelijke tegenaanvallen — speciaal hiervoor was de Panzerkampfwagen III geschikt indien die tegenaanval door vijandelijke tanks werd uitgevoerd — het bij verrassing innemen van strategische bruggen of gebieden en het vormen van een veiligheidsscherm of schokfront aan de voorzijde van een oprukkend eigen infanterieleger. Wat in dit rijtje ontbrak, was wat binnen enkele jaren de Blitzkrieg genoemd zou worden, strategische penetraties door pantsertroepen over de volle diepte van het vijandelijk gebied om de strijdmacht van de tegenstander tot een snelle ineenstorting te brengen. Zo'n riskante tactiek werd door enkele schrijvers binnen en buiten Duitsland verdedigd maar maakte geen deel uit van de officiële Duitse doctrine, die vrij behoudend was. Mede hierdoor werd het tekort aan PzKpfw IIIs niet als een zeer dringend probleem beschouwd.

### Eerste oorlogsproductie
De totale productie over 1939 beliep 206 voertuigen. De echte massaproductie startte pas in september 1939, bij het uitbreken van de Tweede Wereldoorlog, met de PzKpfw. III Ausf. F, waarvan er 435 gebouwd zouden worden tot in juli 1940. Het type had een nieuw startsysteem maar is het eenvoudigst van de Ausführung E te onderscheiden door grote gegoten luchtinlaten voor koeling van de remmen, op de schuine voorplaat van de neus. De laatste honderd voertuigen van deze 5. Serie Zugführerwagen werden in juli 1940 uitgerust met het 50 mm kanon en zijn eenvoudig te herkennen aan de externe kanonmantel.

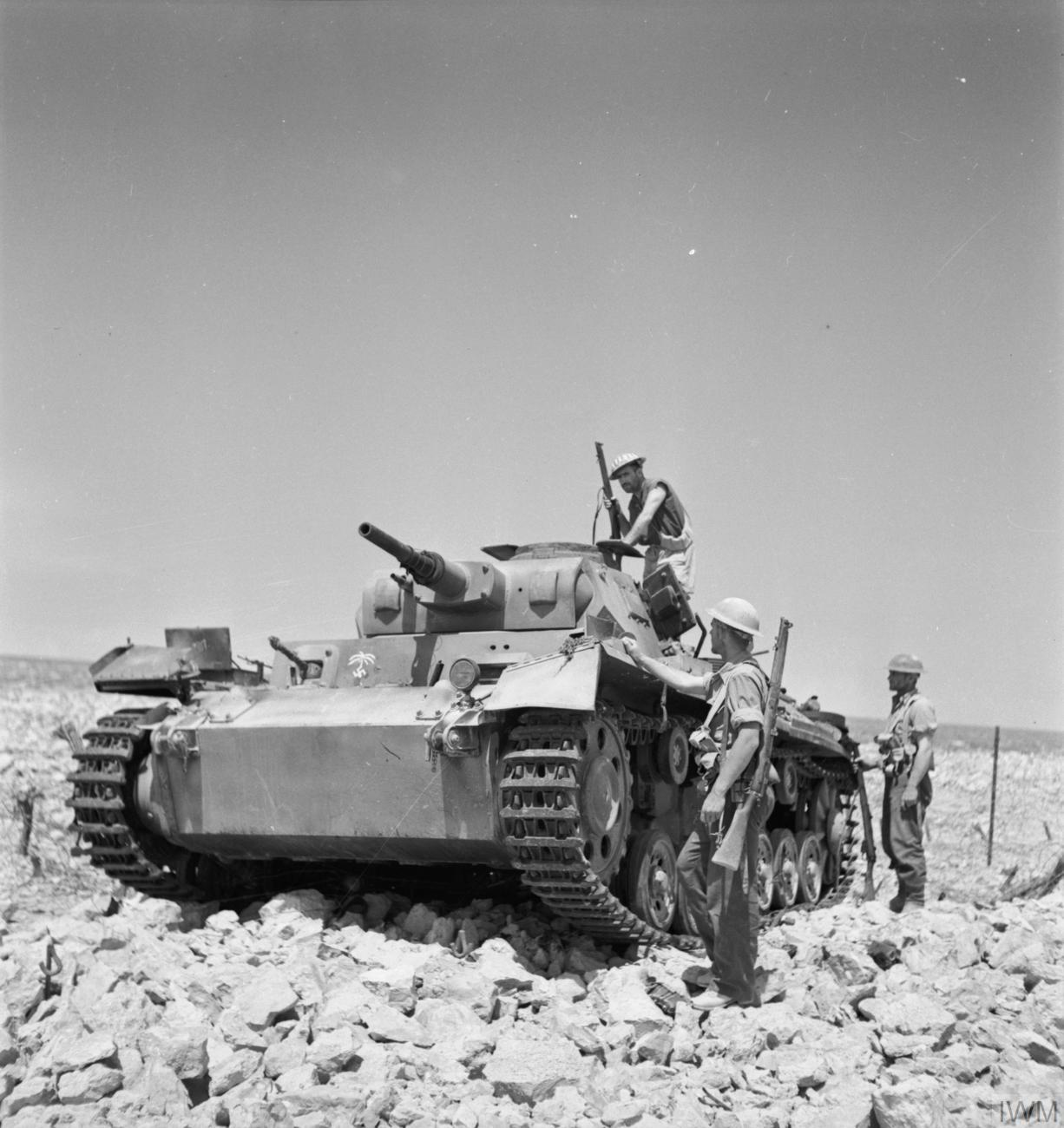
Een PzKpfw. Ausf. G met een neerklapbaar vizier

Op dat moment was al een volgende serie in productie genomen, de Ausführung G. Zeshonderd daarvan werden van april 1940 gefabriceerd tot in februari 1941, de eerste vijftig voertuigen nog met het 37 mm kanon. De pantserplaat van de achterkant van de romp werd verdikt van eenentwintig tot dertig millimeter. De chauffeur kon bij de Ausführung E en F een staalplaat over zijn kijkspleet laten zakken; die werd nu vervangen door een neerklapbaar vizier. Er werd een ventilator op de geschutstoren geplaatst. De oorlogservaringen gaven aanleiding nog tijdens het productieproces verbeteringen aan te brengen. Daaronder bevonden zich een verlaagde commandokoepel en van zesendertig tot veertig centimeter verbrede rupsbanden.
De volgende versie, de Ausführung H, was het oorspronkelijke ontwerp van de in januari 1939 bestelde tanks met het 50 mm kanon. Het gebruikte een nieuw ontworpen toren met een achterste plaat uit één stuk, wat iets meer ruimte gaf. Aan de geschutstoren hing nu een korf. De massa steeg tot 21,8 ton. De tank kreeg een nieuwe transmissie en een vereenvoudigde versnellingsbak met zes versnellingen voorwaarts en een achterwaarts; het was gebleken dat het grote aantal toch niet volledig gebruikt werd. Het aandrijfrad werd vervangen door een model met zes grote uitsparingen in plaats van acht kleinere gaten. Het geleidewiel van de rupsband werd nu van twee krom gebogen buizen gemaakt, wat de productie vereenvoudigde. De bestelling werd eerst verminderd naar 450 en uiteindelijk werden er tussen oktober 1940 en april 1941 maar 308 van geproduceerd, toen bleek dat nog latere versies nodig waren. De bepantsering werd op de voorkant en achterkant van de romp verdubbeld tot zestig millimeter door er met grote bouten opzetplaten op te schroeven. Veel voertuigen van de oudere versies werden in 1941, als ze voor een grotere revisie terug naar de fabriek moesten, op de standaard van de Ausführung H. gebracht. Vooral de hogere pantsering van de romp was belangrijk want die bood een volledige bescherming tegen het Britse 40 mm en het het Sovjet 45 mm geschut, de belangrijkste bedreigingen. Over 1940 beliep de totale productie van de PzKpfw. III 858 voertuigen, 391 daarvan in eerste instantie uitgerust met het 37 mm kanon, 467 met het 50 mm kanon.

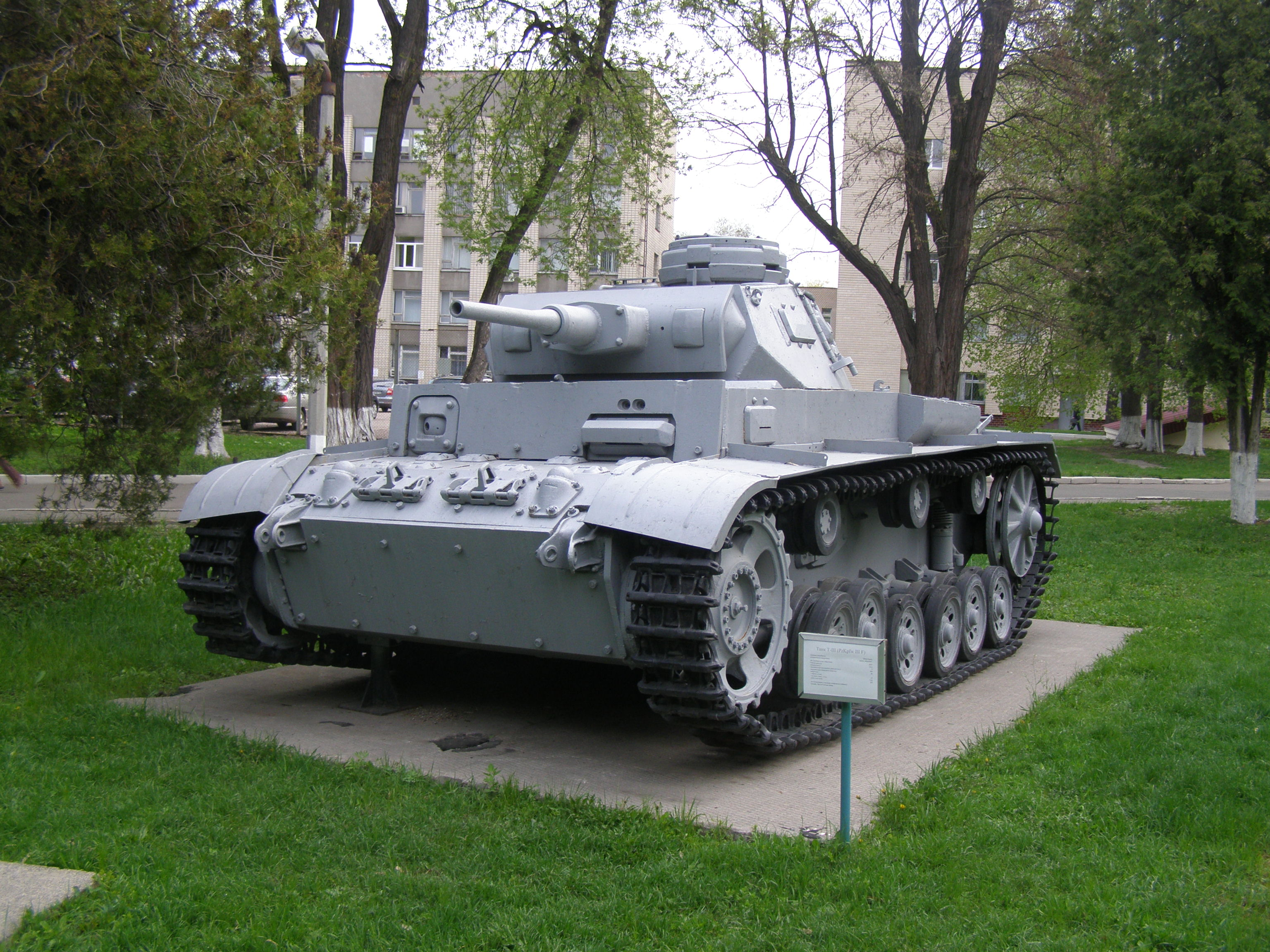
PzKpfw III Ausf. H

Het opvoeren van de productie ging met horten en stoten. Er waren veel moeilijkheden te overwinnen want de Panzerkampfwagen III was niet ontworpen voor echte massaproductie. Er was een zekere mate van uitwisselbaarheid nagestreefd met de componenten van de Panzerkampfwagen IV. Verder was het echter toch vooral een ambachtelijk en met grote zorgvuldigheid in elkaar te zetten tank. De voertuigen werden perfect afgewerkt. Dat weerspiegelde niet slechts een Duitse Gründlichkeit. De romp was gelast en zelfdragend, wat massa spaarde. Het was ook duur en vertraagde de fabricage. Een volmaakte afwerking was daarbij essentieel want anders zouden er lekkages optreden en de romp liep zelfs gevaar open te scheuren door een langdurige belasting in ruw terrein. Het alternatief: een gegoten romp, was voor Duitsland geen optie want de capaciteit grote gietstalen onderdelen te vervaardigen was beperkt. Het lassen werd bemoeilijkt door het toepassen van staalplaten waarvan het buitenste oppervlak elektrisch verhard was. Dat leverde voor een gegeven massa een betere bescherming doordat inslaande projectielen vergruizeld konden worden maar het vergde groot vakmanschap van de lasser zulke platen correct te verbinden. De vormgeving was erg praktisch doordat de neus de contouren van de zittende bemanningsleden volgde. Dat kostte echter massa want zo kon de ideale omvatting van een gegeven inhoud slechter benaderd worden. Die vormgeving was ook tamelijk complex; dat gold tevens voor de toren en de achterste romp. Een verdere complexiteit was gelegen in de neiging van de ingenieurs de tank geavanceerd te maken door hem van allerlei snufjes te voorzien.

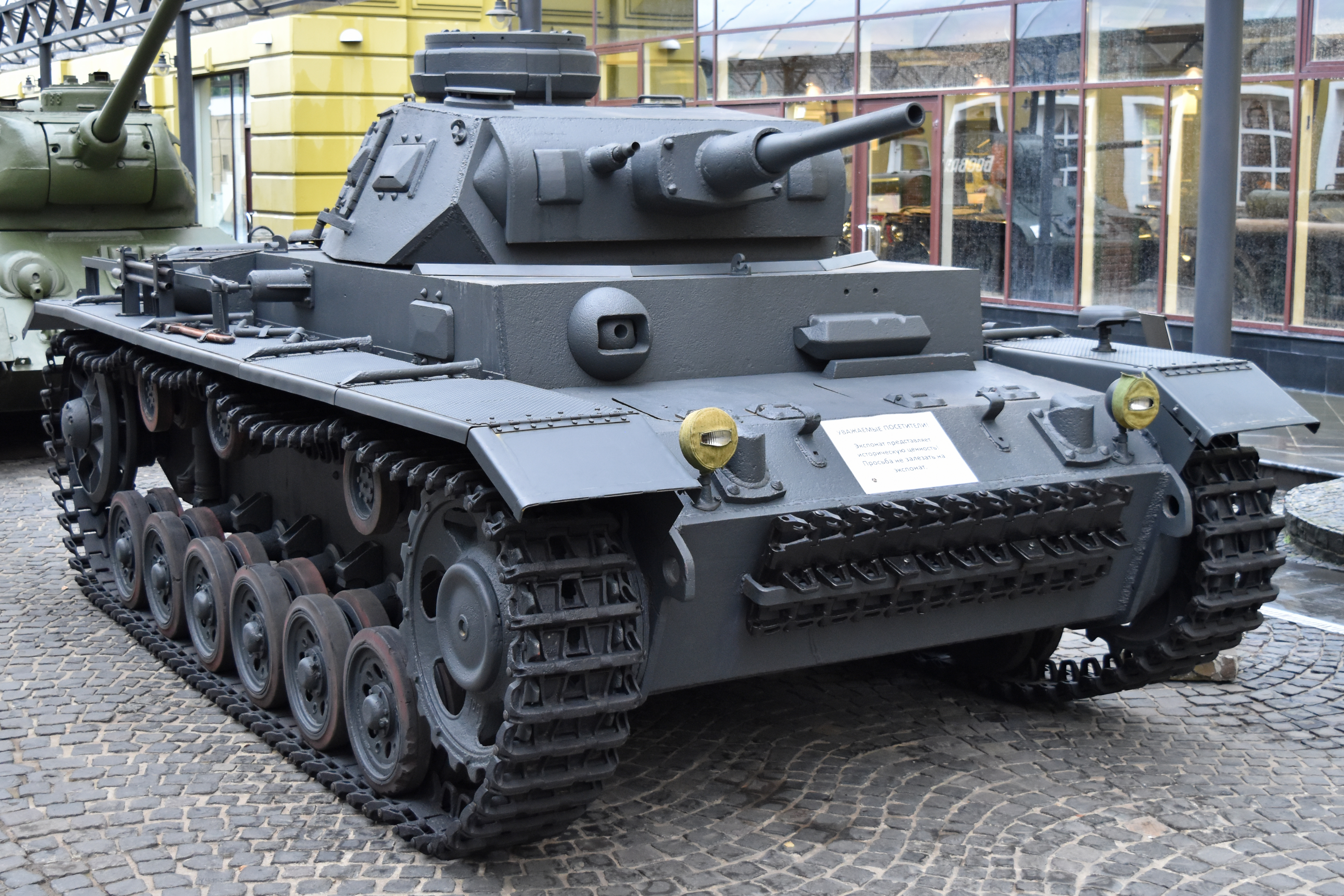
PzKpfw III Ausf. J met kort 50 mm kanon

De vergrote productiedoelen, van november 1940 af 108 voertuigen per maand, eisten de inzet van een groeiende aantal bedrijven. Henschel zou na 1940 niet meer in belangrijke mate bij het productieproces betrokken zijn. De meeste voertuigen zouden in totaal gefabriceerd worden door Alkett. Na 1941 zou MIAG, de Mühlenbau und Industrie, 1100 voertuigen bouwen. Kleinere spelers waren MNH, de Maschinenfabrik Niedersachsen-Hannover die een doel had van dertig voertuigen per maand, en Daimler-Benz en FAMO, Fahrzeug und Motorenbau, die uiteindelijk ieder vijfentwintig stuks per maand moesten produceren. De productie van de componenten werd weer door deze bedrijven uitbesteed. De lege rompen en geschutstorens werden geleverd door de Deutsche Edelstahlwerke AG te Hannover. De kanonnen werden gemaakt door Karges-Hammer in Braunschweig of Franz Garny te Frankfurt. Voor kleinere onderdelen waren er tientallen toeleveranciers. De fabricage vereiste nogal wat grondstoffen: een kleine veertig ton staal, zestig kilogram koper, negentig kilogram aluminium, zeventig kilogram lood, vijftig kilogram zink en 125 kilogram rubber. Rubber en koper werden in Duitsland snel schaars. Sommige bedrijven hadden voor de oorlog geen enkele ervaring gehad met de productie van voertuigen. Vermeden werd Duitse vestigingen van het Amerikaanse Ford of General Motors in te schakelen, ook toen de VS nog neutraal waren. Men vertrouwde de leiding ervan niet.

### Confrontatie met het Rode Leger

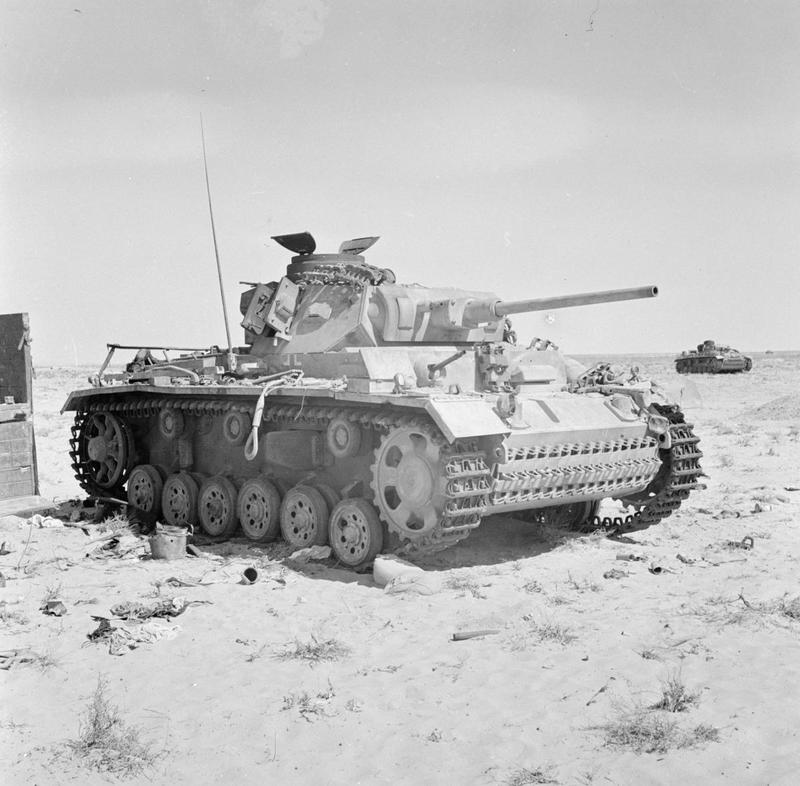
Een PzKpfw. III Ausf. J met het lange kanon

Operatie Barbarossa, de invasie van de Sovjet-Unie, zou geheel nieuwe eisen gaan stellen aan de kwantiteit en de kwaliteit van de productie. In eerste instantie werd dit echter niet onderkend. Men ging uit van een snelle nederlaag van de Sovjets. Op 17 juli 1941 probeerde het Waffen-Prüfamt 6 zich een beeld te vormen van de noodzakelijke fabricage na een overwinning. Duitsland zou dan nog steeds een grote pantsermacht nodig hebben om immuun te zijn tegen aanvallen van het Britse Gemenebest en de Verenigde Staten van Amerika. Men stelde voor zesendertig pantserdivisies te vormen waarvan 7992 nieuw te produceren Panzerkampfwagen IIIs het leeuwendeel van de sterkte zouden uitmaken. Dit project, waarvan de kosten op ruwweg een miljard Reichsmark geschat werden, legde men voor aan Adolf Hitler. Die kreeg dat jaar echter nog twee andere projecten voorgeschoteld, van even groot strategisch belang en even duur: een Duitse atoombom en de massaproductie van onderzeeërs. De Duitse economie kon maar één programma volledig uitvoeren en Hitler koos voor de duikboten om het Verenigd Koninkrijk op de knieën te dwingen. In de zomer van 1941 werd de tankproductie verminderd.
In de herfst van 1941 liep het Duitse offensief vast. Dat leidde tot een beleidscrisis. Plotseling moest de tankproductie weer zo veel mogelijk opgejaagd worden. De verliezen in een langdurige oorlog zouden het moeilijk maken de tanksterkte op peil te houden, laat staan te vergroten. Er was nog een andere verrassing: men werd onverwachts geconfronteerd met een nieuwe generatie Sovjettanks, de T-34 en KV-tanks, die zwaarder bepantserd en bewapend waren dan de beste Duitse productiemodellen. Hitler had in 1933, wegens zijn anticommunistische ideologie, de samenwerking op tankgebied met de Sovjet-Unie beëindigd. De hierop volgende kwantitatieve en kwalitatieve superioriteit van de Sovjettankproductie was de Duitse inlichtingendiensten grotendeels ontgaan.

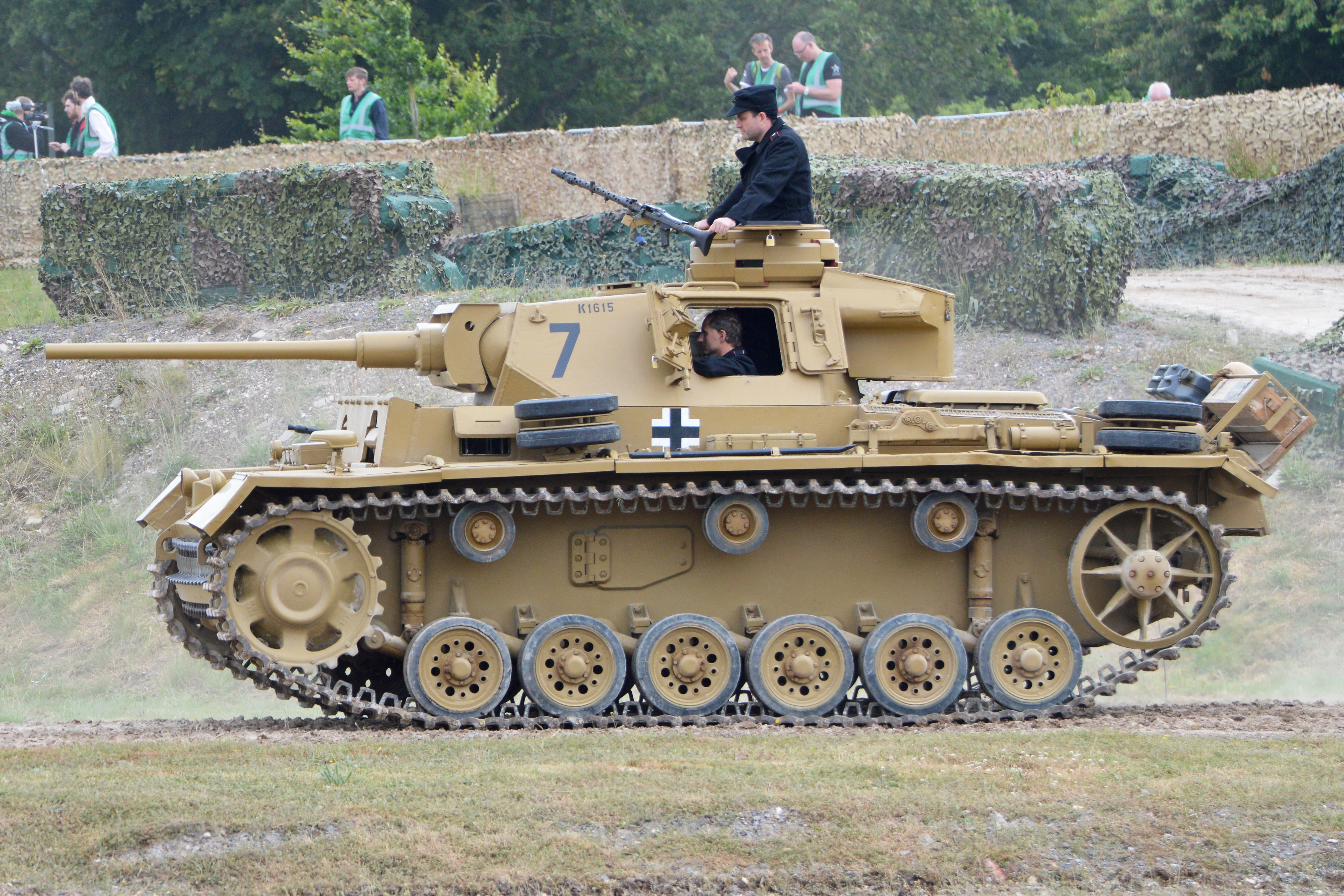
Een vroege PzKpfw. III Ausf. L zonder diascoop voor de lader maar nog wel met ontsnappingsluiken

Beide problemen moesten opgevangen worden door de Ausführung J, die van maart 1941 af geproduceerd werd. Bij deze versie werd het opzetpantser vervangen door een enkelvoudige staalplaat van 50 mm aan voorzijde en achterzijde. Dat bood dezelfde bescherming maar deed de massa zakken tot 21,5 ton. De neusluiken werden enkelvoudig. Het rompmachinegeweer stak uit een pantsering met de vorm van een halve bol. Van april 1942 af werd een afstandspantser van 20 mm aangebracht op de kanonmantel en de voorste romp. Een oorspronkelijke bestelling van negenhonderd werd vergroot naar 2700. Daarvan werden er tot juli 1942 1549 gebouwd met het korte 50 mm kanon. De belangrijkste reactie op de superieure Sovjetmodellen was namelijk de installatie van nog een zwaarder wapen, het 50mm KwK 39 L/60-kanon. Hitler had een uitgebreide persoonlijke technische staf die hem steeds op de hoogte hield van de nieuwste ontwikkelingen op wapengebied. Toen die doorgaf dat er een project was om de Lang 60 te installeren, beval hij al in augustus 1940 dit zo snel mogelijk als standaard te gaan introduceren in de lopende productieserie. Het Heereswaffenamt negeerde dit echter, om de groei van de productie niet te belemmeren. Deel van de activiteiten op de verjaardag van Adolf Hitler was altijd een grote presentatie van militaire prototypen. April 1941 merkte hij tot zijn ergernis dat een Panzerkampfwagen III met lang kanon ontbrak. In december 1941 begon alsnog een productie van 1067 voertuigen van deze versie die overigens geen aparte aanduiding had en parallel aan de productie van de oudere versie tot in juli 1942 doorliep. Behalve het andere kanon, was het enige verschil een aanpassing van de munitieopslag die verminderd werd van 99 naar 84 granaten. Het langere kanon was namelijk krachtiger doordat de granaat langer versneld kon worden maar daar was een grotere aandrijflading voor nodig in een langere huls. Beide subtypen combinerend werd de Ausführung J de meest geproduceerde, met 2616 stuks. In 1941 werden in totaal 1713 Panzerkampfwagen IIIs geproduceerd waarvan veertig met het lange kanon.

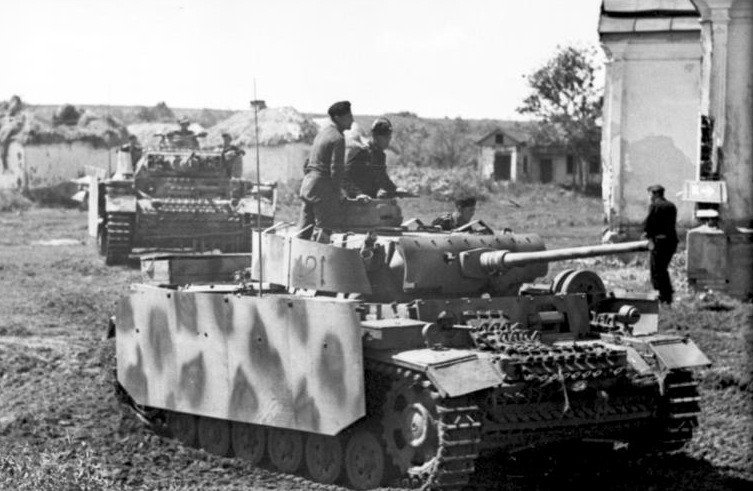
Een PzKpfw. III Ausf. M met Schürzen, afstandspantser en drie rookwerpers per zijde

Ondanks deze verbetering was Hitler in de herfst van 1941 ontevreden over de Panzerkampfwagen III. Hij noemde het een mislukt ontwerp omdat het te weinig ontwikkelingsmogelijkheden zou hebben. In feite was het goed aanpasbaar gebleken maar bijna alle tanks uit de jaren dertig raakten door de komst van de T-34 verouderd. Hitler raakte zo teleurgesteld dat het voorspelde dat het "tijdperk van de tank" alweer voorbij was. Voor 1942 werd desalniettemin in eerste instantie gehoopt de productie nog verder te verhogen. Er werden 1100 stuks besteld van een Ausführung L. Een verbetering was de verdikking van het voorste torenpantser van dertig naar 57 millimeter. Zo werden twee gevaarlijke zwakke plekken naast de kanonmantel geëlimineerd. Het zwaardere kanon bleek moeilijk op de wieg in evenwicht te brengen en een verticale springveer die daarvoor gebruikt was, werd nu vervangen door een torsiestaaf. Verder waren er vooral versimpelingen voor een snellere productie. Luiken en roosters op het achterdek werden vereenvoudigd. Al snel werden de ontsnappingsluiken van de zijkanten van de romp, het extra kijkluik voor de schutter in de rechterkanonmantel, de diascoop voor de lader in de voorste linkerzijde van de toren en de schietgaten in de toren weggelaten. Inclusief het afstandspantser nam de massa toe tot 22,7 ton.
De laatste 447 voertuigen van de bestelling zou echter worden uitgevoerd als een opvolgende versie: de Ausf. N. Om het goed tegen de T-34 en de KV-tanks te kunnen opnemen, was namelijk een lang 75 mm kanon nodig. Dat paste niet in de torenring van de PzKpfw III, die een diameter had van 152 centimeter. In maart 1942 werden proeven gedaan om te kijken of de toren van de PzKpfw. IV niet op de romp van de PzKpfw. III geplaatst kon worden. Dat bleek de massa echter te veel te doen toenemen, ook omdat een onhandige verbreding van de bovenplaat nodig was. Het opperbevel besloot hierop de PzKpfw. III als hoofdgevechtstank te vervangen door de Panther. De productie daarvan zou echter ruim een jaar op zich laten wachten. De productiecapaciteit die voor de PzKpfw. III was opgebouwd, moest daarom benut worden voor gemechaniseerd geschut, het Sturmgeschütz III dat al voor de artillerie geproduceerd werd en het chassis van de Panzerkampfwagen III gebruikte. In de zomer van 1942 werd besloten dit geschut uit te rusten met een lang 75 mm antitankkanon. Ook dan echter bleef er een tekort aan krachtig bewapende voertuigen. Dat werd opgelost door de PzKpfw. III en PzKpfw. IV van rol te doen wisselen. Er was al besloten dat laatste voertuig van een lang kanon te voorzien en de PzKpfw. III kreeg nu het korte 7,5 cm KwK 37 L/24 kanon voor infanterieondersteuning. Dat kanon had toch een redelijke antitankcapaciteit indien een granaat gebruikt werd met een holle lading. Nadeel was wel dat de trefzekerheid op grotere afstand gering was. Voertuigen van de eigenlijke Ausführung L, dus de eerste 653 met 50 mm kanon, werden geproduceerd tot in december 1942.
Er werden naar schatting 5.774 exemplaren van de Panzer III gebouwd.

## Bepantsering

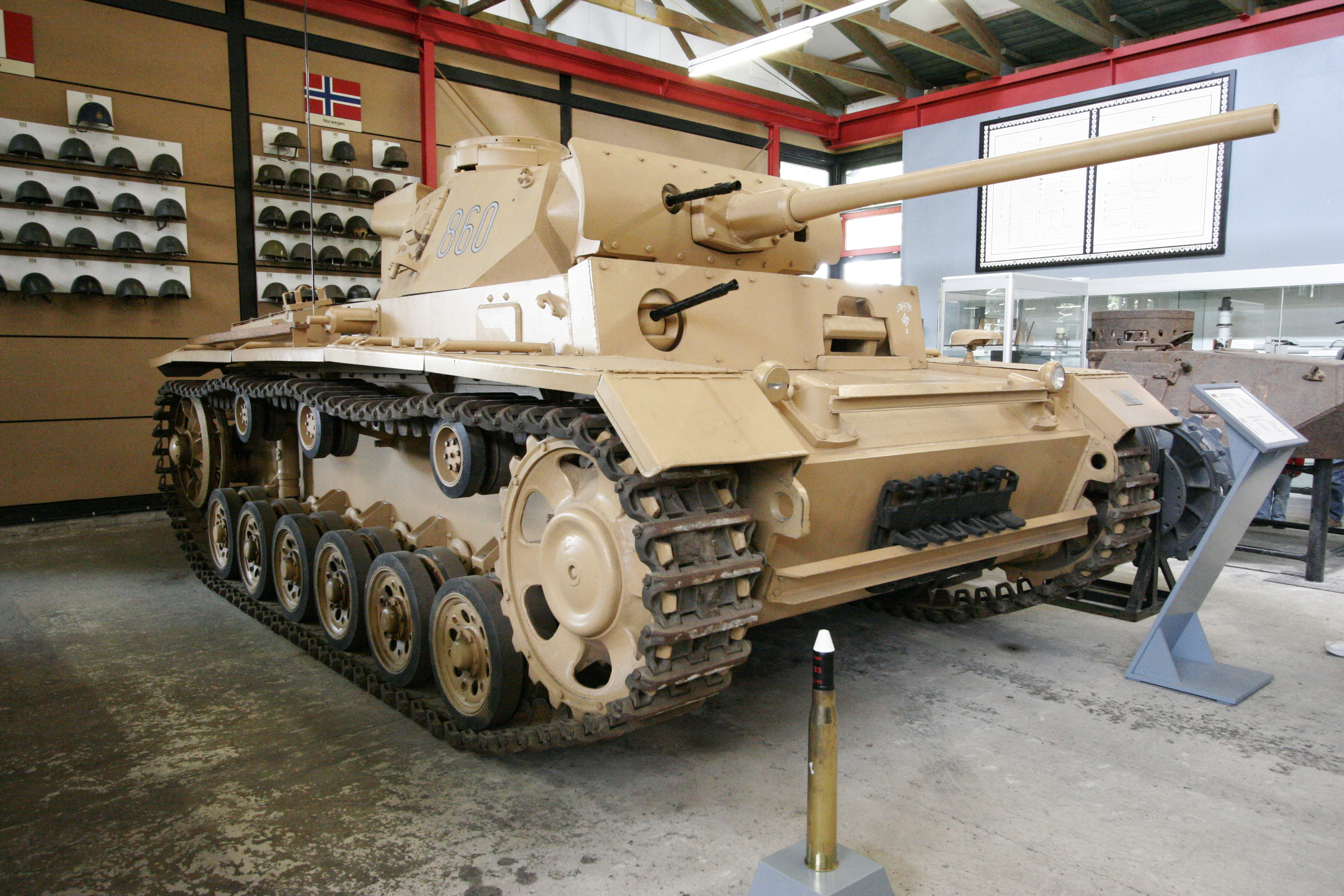
Een Panzer III in het Pantsermuseum Munster

De Panzer III Ausf. A tot C had een 15 mm bepantsering aan de zijkanten; dit werd al gauw als te licht bevonden en werd uitgebreid tot 30 mm in de latere D-, E-, F- en G-modellen. Het H-model had een extra 30 mm pantserplaat aan de voor- en achterkant. De J- ,L- en M-modellen hadden 20 mm bepantsering extra aan de voorkant. Deze extra bepantsering gaf een betere bescherming tegen Britse en Sovjet-antitankwapens tijdens 1941 en 1942, maar de zijkanten waren nog steeds kwetsbaar voor vijandelijk vuur.

## Bewapening

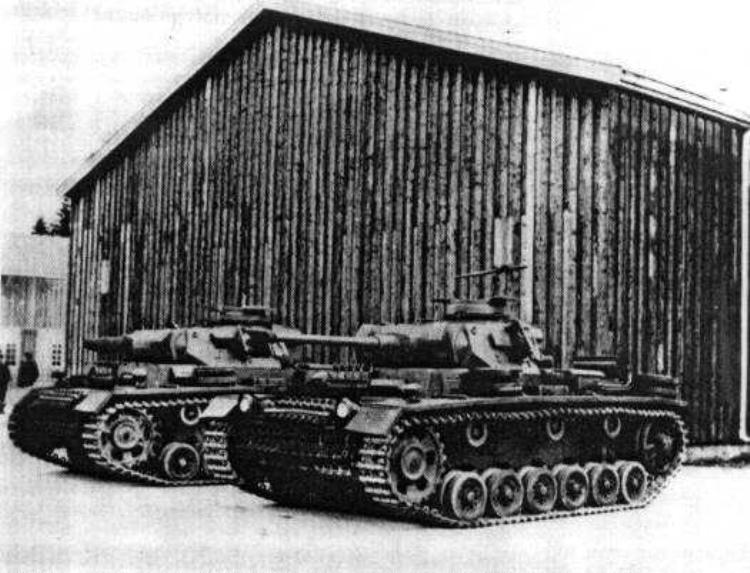
Twee Pzkpfw. III exemplaren in Noorse dienst. Links een Ausf. N voorzien met het korte 7,5 cm KwK 37 L/24 kanon, rechts een Ausf. J/1 met het lange 50 mm KwK. 39 L/60 kanon.

Hoewel de Panzer III in een antitankrol moest fungeren, werden de eerste modellen uitgerust met een 37 mm kanon, omdat de infanterie dat ook gebruikte en men een standaard wilde invoeren. De mogelijkheid om uit te breiden naar een 50 mm kanon bestond wel, omdat de geschutskoepel groot genoeg was.
De eerste modellen (A tot E) werden uitgerust met het korte 3,7 cm KwK 36 L/46,5 kanon, dat voldoende presteerde tijdens de acties in 1939 en 1940. Latere modellen (F tot M) werden uitgerust met het zwaardere 5-cm-KwK 37 L/42 en 5-cm-KwK 39 L/60 kanon, als reactie op de beter bewapende en bepantserde tegenstanders.
In 1942 werd beslist om de Panzer IV de rol van de Panzer III te laten overnemen. De Panzer III zou wel nog in productie blijven als ondersteuningsvoertuig. Het N-model had een 7,5 cm KwK 37 L/24 kanon, met lage mondingssnelheid, om in een ondersteuningsrol voor de infanterie te fungeren. De rol van de Panzer III en IV werd zo omgewisseld.
Alle vroege modellen tot en met F hadden twee 7,92 mm MG34 machinegeweren bij het kanon, en een MG34 in de romp. Vanaf de G-versie werd een MG34 bij het kanon en een in de romp ingebouwd.

## Operationeel Gebruik
De Panzer III werd gebruikt in de veldtochten tegen Polen, Frankrijk, de Sovjet-Unie en in Noord-Afrika. Tijdens de Poolse en Franse campagnes maakte de Panzer III maar een klein deel uit van de pantservoertuigen. Enkele honderden A- tot F-modellen waren beschikbaar, meestal bewapend met het 37 mm kanon. Het was de beste middelzware tank toen beschikbaar voor de Duitsers, en was de meerdere van de Poolse 7TP en de Franse Renault R35 en Hotchkiss H35. In de praktijk bleek het pantser beneden peil en veel tanks gingen verloren aan anti-tank geschut, zeker in Polen.
Bij de start van Operatie Barbarossa (de invasie van de Sovjet-Unie) maakte de Panzer III het grootste deel van de Duitse tanks uit. De meeste waren uitgerust met het 50 mm L/42 kanon en versterkte bepantsering. Voordat de Panzer III met het 50 mm L/60 kanon uitgerust werd, kon die niet op tegen de Sovjet T-34 en de KV serie tanks. De Sovjet tanktroepen bestonden wel hoofdzakelijk uit de lichter bepantserde modellen, zoals de T-26 en de BT-tanks (BT-5 en BT-7). Samen met de superieure Duitse training en tactiek zorgde dit ervoor dat de Duitse tanks in 1941 een goede 6:1-ratio hadden.
De opkomst van de T-34 maakte de uitbreiding naar het krachtiger 50 mm L/60 kanon noodzakelijk. De J- en L-versies hadden dit kanon, en ook meer bepantsering. Deze versies werden in gebruik genomen in 1942. Vanaf dan werd de Panzer III teruggedrongen naar een ondersteuningsrol, en vervangen door de Panzer IV en de Panther. De laatste versie, de N, had een kort 75 mm kanon voor infanterie-ondersteuning.
De 3-mans geschutskoepel - ook de Panzer IV had een 3-mans geschutskoepel - gaf de Panzer III het overwicht tegen tanks die op papier even sterk of sterker leken, zoals de Franse SOMUA S35. Die had een sterke bewapening en bepantsering, maar was de mindere van de Panzer III door de eenmanskoepel. Hierdoor was het herladen immers traag en ook het tactische inzicht beperkt. Dit voordeel werd ook duidelijk in de eerste maanden van de inval in de Sovjet-Unie. De T-34 en KV-1 tanks waren op papier veel sterker en vaak kon één zware Sovjettank vele Duitse blokkeren in hun opmars. Maar in de mobiele oorlog zorgden de tweemans geschutkoepel en het gebrek aan radiocommunicatie bij de Sovjet-tankeenheden in het begin voor een zeer grote tactische inefficiëntie, waardoor de Duitsers met groter gemak konden ontwijken en omcirkelen. Mede door deze omstandigheden was de lichtere Pzkfw. III in staat om tot in 1942 alsnog zijn rol te vervullen. Vanaf dit tijdstip zwakte het belang van het type af werd de Panzer IV de hoofdtank. De Panzer III was dus in feite ondanks enkele zwaktes de tank die Hitler in de eerste veldtochten de overwinningen bracht.